# Mezőuraly
Mezőuraly (Oroiu de Câmpie) Székelyuraly településrésze, egykor önálló település, Erdélyben, a Székelyföldön.

## Fekvése
A Mezőség délkeleti részén, a Székelyföld nyugati határvidékén fekvő település. Mára teljesen egybeépült Székelyurallyal.

## Története
1332-ben, a pápai tizedjegyzékben említik először Uray néven. Habár lakói ekkor még római-katolikusok voltak templomáról nincs írásos adat. A később ide költöző román lakosság körében fennmaradt hagyomány szerint azonban a jelenlegi ortodox templom az egykori magyar templom helyén épült. Erről Benkő Károly is megemlékezik: "A templom cintermében régi téglák találtatnak s állítják, hogy itt egykor magyar templom lett volna."
A település még a 16. században elpusztult, valószínűleg Székelyurallyal egy időben. Később románok költöztek a faluba.
A trianoni békeszerződésig Maros-Torda vármegye Marosi alsó járásához tartozott. 1940-ben a második bécsi döntést követően visszakerült Magyarországhoz, de 1944-ben újra román fennhatóság alá került. A második világháborút követően beolvadt Székelyuralyba.

## Lakossága
1910-ben 328 lakosa volt, ebből 323 román és 5 magyar.
1941-ben még 337 lakosa volt, melyből 315 román, 20 cigány és 2 magyar volt.